# Дом Блейна
Дом Блейна (англ. Blaine House), также известный как Дом Джеймса Г. Блейна — действующая резиденция губернатора штата Мэн, США и его семьи. 
Дом расположен в столице штата Мэн — городе Огаста, напротив Капитолия штата Мэн.
В 1964 году дом был признан Национальным историческим памятником США
В настоящее время дом — резиденция 75-го губернатора штата Мэн Джанет Миллз.

## История
Дом построен в 1833 году для капитана Джеймса Холла. 
В 1862 году дом был приобретён Джеймсом Блейном и подарен его жене.
В течение Первой мировой войны дом использовался Комитетом штата Мэн по общественной безопасности.
В 1919 году дом был подарен штату Мэн младшей дочерью Блейна — миссис Бэль Блейн, стал резиденцией губернатора штата и назван "Дом Блейна". 
Дом был реконструирован, и стал использоваться с 1921 года. Первым губернатором, поселившимся в доме, стал Карл Милликен.